# Tvůrci míru
Tvůrci míru jsou jednotlivci a organizace zapojené do budování míru, často v zemích postižených válkou, násilným konfliktem a politickou nestabilitou. Angažují se v procesech jako negociace, zprostředkování, usmíření a arbitráž – nastolení mezinárodního práva a norem  . Cílem je změnit násilný konflikt na nenásilný dialog, kde rozdíly jsou řešeny přes transformační procesy nebo přes práci reprezentativních politických institucí 